# Echinus melo
Echinus melo is een zee-egel uit de familie Echinidae.
De wetenschappelijke naam van de soort werd in 1816 gepubliceerd door Jean-Baptiste de Lamarck.

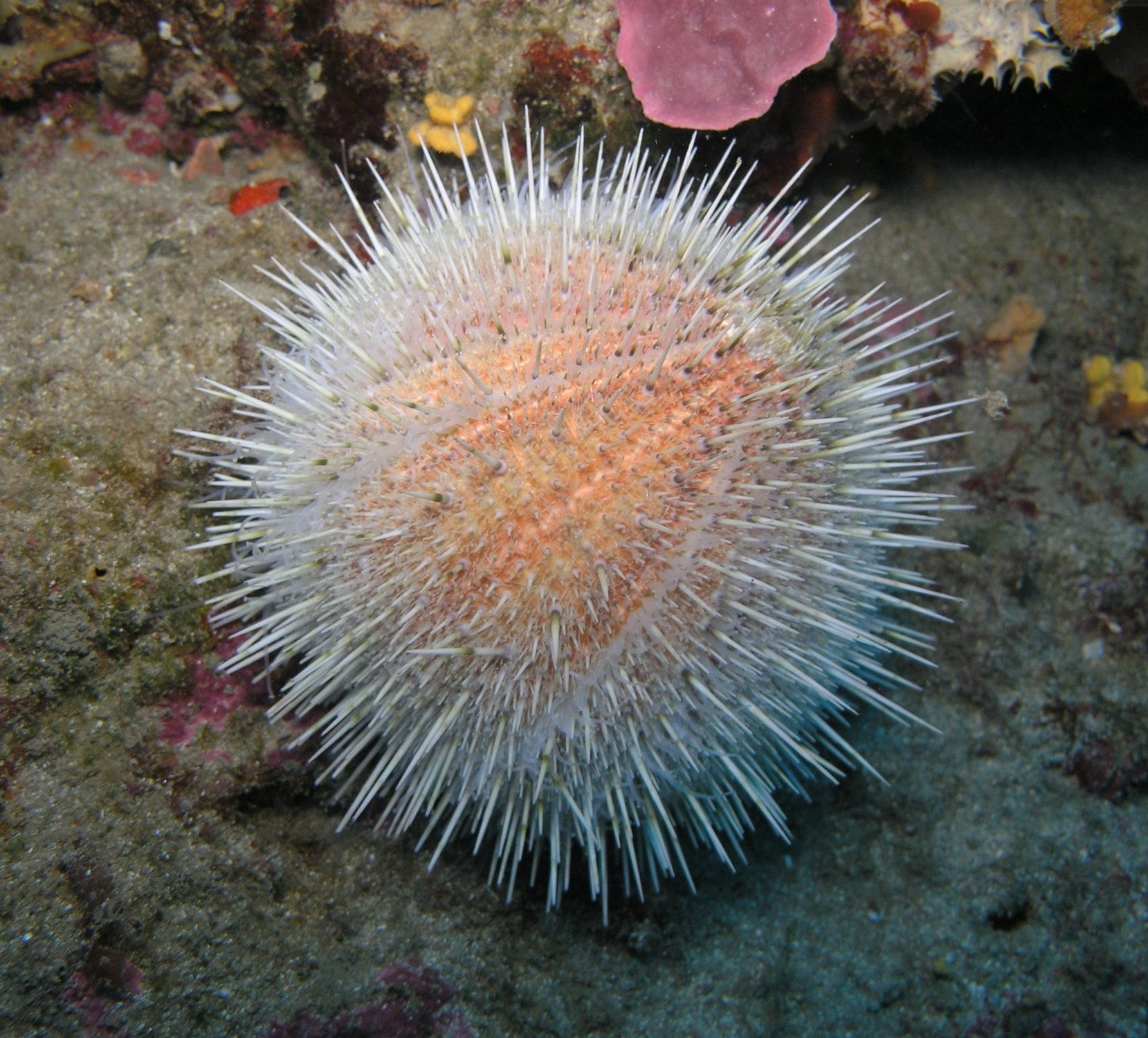
Echinus melo bij Sardinië

## Verspreiding
De soort komt voor op harde bodems tussen de 30 en 150 meter diepte, maar kan ook aangetroffen worden op 1000 meter diepte. Zijn leefgebied is de westelijke Middellandse Zee en de noordoostelijke Atlantische Oceaan, vooral bij de kusten van de Canarische Eilanden en Groot-Brittannië.